# Franz Anton von Hartig
Franz de Paula Anton von Hartig (Praga, 29 agosto 1758 – Dresda, 1º maggio 1797) è stato un diplomatico, storico, geografo e nobile austriaco.

## Biografia
Franz Anton era figlio dell'ambasciatore imperiale Adam Franz von Hartig (1724–1783) e di sua moglie, la contessa Maria Theresa Kolowrat-Krakowsky. Il 10 settembre 1783 sposò la contessa Maria Eleonore von Colloredo (19 febbraio 1764 - 6 febbraio 1818), un'eccellente pianista della sua epoca.
Hartig, fu intimo amico dell'imperatore Giuseppe II del quale fu anche consigliere privato e ciambellano. Favorito da quest'amicizia, nel 1787, all'età di soli 29 anni, venne nominato ministro plenipotenziario presso la corte sassone di Dresda, dove di fatti nacque suo figlio Franz. Già nel 1794, ad ogni modo, dovette rinunciare al servizio diplomatico a causa di problematiche di salute e pertanto si ritirò a vita privata, dedicandosi alla scrittura, alla poesia ed alla letteratura di genere, distinguendosi nello specifico nei campi della storiografia e della geografia. Le sue opere trovarono ben presto riscontro nella società culturale europea ed egli venne nominato presidente della Reale Società Boema delle Scienze.
Morì a Dresda nel 1797.